# تخصص الآلات الدقيقة
تخصص تقنية الآلات الدقيقة Instrumentation Technology (Associate Degree)
يؤهل تخصص هندسة آلالات دقيقة الطالب لكي يصبح فني صيانة أو مساعد مهندس آلالات دقيقة وتحكم بالمصانع حيث ستشتمل الفترة الدارسيه التخصصيه على كيفية التعامل والصيانة والإصلاح للآلات الدقيقة مثل أجهزة قياس الضغط والحرارة والتدفق والعمليات الأخرى هذا إلى جانب التعامل مع أجهزة التحكم مثل أجهزة تنظيم المنطق القابل للبرمجة (PLC) الموجودة بالمصانع الآلية ومصانع التعبئة وأجهزة التحكم بالمصانع، كما أن الفني في كلية ينبع الصناعية يجب أن يكون ملم بكل جوانب الأمن والسلامة في العمل ويجب أن تكون لديه القدرة على كتابه التقارير الفنية والتقنية في الخاصة بالمشاكل والحلول والطلبات. (DCS).
ماهي الفرص الوظيفية بعد التخرج!
فني آلات دقيقة وتحكم صناعية في المواقع التالية: مصانع التكرير، ومحطات تحليه المياه، ومصانع الحديد والصلب، ومصانع الأسمدة، ومعامل صناعة البلاستيك، ومصانع الإنتاج العامة، وشركات البتروكيماويات، والشركات والمؤسسات الصناعية المختلفة.

## مزايا هذا التخصُّص
1- يعتبر من ضمن أحد التخصصات النادرة من حيث الوجود ولا تتوفر إمكانية دراسته في معظم الجامعات والمؤسسات التعليمية حول العالم سوى في الجامعات المتقدمة والمتميزة
2- يجمع في دراسته الكثير من المعارف المشترك مع تخصصات وعلومٍ عدة كالكيمياء والميكانيكا والإلكترونيات والهيدروليكا والكهرباء وغير من التخصصات
3- يتم تدريسه في مناطق الشرق الأوسط في السعودية فقط في كليتي الجبيل وينبع الصناعيتين وبعض المعاهد التابعة للشركات الكبرى، مثل: أرامكو وسابك ونسما وغيرها وكذلك يُدرَّس في جامعة الملك فهد للبترول والمعادن باسم هندسة نظم التحكم والآلات الدقيقة (CISE).
4- يمكن للمتخصصي بتخصص هندسة كهربائية أن يلتحقوا لأحد المؤسسات التعليمية لدراسة تخصص تقنية آلالات دقيقة.

## سوق العمل
على المستوى المحلي: يوجد احتياج لهذا التخصص في أغلب شركات البتروكيماويات، ومصانع الإنتاج العامة، والشركات الصناعية الثقيلة والخفيفة والمؤسسات، والقطاعات العسكرية، والقطاعات الحكومية والمستشفيات وإلخ. . . 
هنالك كثير من الدول العربيه تدعم تخصص (الات دقيقه) ويتم وضعه تحت مسمي فني قياس وتحكم